# Oxytropis shivai
Oxytropis shivai là một loài thực vật có hoa trong họ Đậu. Loài này được Aswal, Goel & Mehrotra miêu tả khoa học đầu tiên.